# Naenaria
Naenaria is een geslacht van insecten uit de orde vliesvleugeligen (Hymenoptera) en de familie Ichneumonidae.

## Soorten
- N. ampingensis (Uchida, 1932)
- N. bimaculata Heinrich, 1968
- N. chinensis Uchida, 1942
- N. dubiosa Heinrich, 1968
- N. erythropus Heinrich, 1968
- N. grandiceps Cameron, 1903
- N. javanica Heinrich, 1934
- N. maxima (Heinrich, 1934)
- N. nigrocoerulea (Cameron, 1905)
- N. rufifemorata Uchida, 1942
- N. segmentalia (Uchida, 1925)